# Rakojady (województwo wielkopolskie)
Rakojady – wieś w Polsce położona w województwie wielkopolskim, w powiecie wągrowieckim, w gminie Skoki.
W latach 1975–1998 miejscowość administracyjnie należała do województwa poznańskiego.
We wsi pozostałości zespołu dworskiego: dwór (początek XX wieku, potem przebudowany) oraz spichlerz i wozownia z tego samego okresu. 